# Might and Magic VI
A Might and Magic VI: The Mandate of Heaven egy számítógépes szerepjáték, melyet a New World Computing fejlesztett és a 3DO adott ki 1998-ban. A Might and Magic-széria hatodik epizódja, mely öt évvel jelent meg a legutóbbi rész után, s már ugyanabban az univerzumban játszódik, mint a közben nagy népszerűségre szert tett Heroes of Might and Magic II (voltaképpen a második és harmadik rész közti eseményeket meséli el). Kiadásakor egyike volt azoknak a játékoknak, amelyek az RPG-műfaj kilencvenes évekbeli háttérbe szorulása után ismét visszahozták ezeket a játékokat a köztudatba. A játék mind a kritikusok, mind a játékosok körében pozitív visszhangra talált. Nemlineáris, játékosbarát felépítése, interaktív, részletesen kidolgozott világa, és bugmentesen kiadott, korrektül befejezett verziója kivívta sokak dicséretét. Reklámkampánya során a "Légy tanúja a legenda újjászületésének" jelmondatot használták, amely visszatekintve fontos kijelentés volt, mert a játék egyike volt azon programoknak, amelyek visszahozták a köztudatba az ilyen típusú szerepjátékokat.
A játék megjelent limitált kiadásban is: mellékeltek hozzá egy Enroth szövettérképet, egy kézikönyvet, és az első öt epizódot is hozzácsomagolták. Magyarországon a PC Guru 2001 októberében teljes játékként jelentette meg.

## Játékmenet
A játék hőse négy bátor kalandor, akik eleinte még harmatgyengék, de különféle kalandokba keveredvén végül ők lehetnek azok a hősök, akik megmenthetik Enroth világát a veszedelmektől. Kalandozásaik során a lehetőségeik sokkal szélesebb körűek, mint az első öt részben: félig háromdimenziós környezetben kalandozhatnak, ennek köszönhetően megjelentek a hegyek és völgyek, a térképek pedig teljes egészében felfedezhetőek. A csatákat immáron valós időben vívják, de a körökre osztást egyetlen gombnyomással be lehet kapcsolni. A nézőpont továbbra is az első személyű, mint a korábbi részekben, és immár 360 fokos szögben betekinthető.. A játékmenet és a történet miatt a karaktereket már nem lehet áthozni az előző részekből, és tovább sem lehet őket vinni a következő részbe.
A főküldetéseket leszámítva számos mellékküldetés, illetve képzettséghez kapcsolódó feladat vár ránk. Ugyan ezekből nincs sok, de mindegyik jól kidolgozott. Mivel a játékban található egy naptárrendszer, mely alapján nemcsak az éjszaka és a nappal, hanem az évszakok is váltakoznak, az adott időpont kihatással lehet egyes játékbeli eseményekre, például a napfordulók – illetve egyes események, mint a cirkus megjelenése, naptártól függőek.

### Karakterfejlődés
Ez az első és egyetlen játék a sorozatban, amelyikben kizárólag ember fajú karaktereket kreálhatunk. Először ki kell választani a karakterünk portréját, majd el kell neveznünk őket, és ezután választanunk kell a hat karakterosztály közül egyet. Ezek az alábbiak: lovag, druida, paladin, pap, varázsló, és íjász. Ez szabja meg, hogy az adott karakter milyen képzettségekkel indul (pl. az íjász alapértelmezésben már képes íjat használni), illetve hogy hány életerő, és hány mágiapontjuk van. Karaktergeneráláskor két további képzettséget vehetünk fel, továbbá a négy karakter között 50 pontot oszthatunk szét hét statisztikai mutató között: erő, intellektus, személyiség, állóképesség, pontosság, sebesség, és szerencse. A karakterek képesek öregedni is, mégpedig vagy az idő, vagy valamilyen hátrányos körülmény (mágia) hatására. Ötven éves koruk felett már statisztikai mutatóikra hátrányosan ható büntetéseket is kaphatnak emiatt.
Harc során vagy küldetések teljesítéséért a karakterek tapasztalati pontot szereznek, amelyekből ha elegendő összegyűlik, a városokban található tréningközpontokban szintet léphetnek. Szintlépésenként további képzettségpontokat is kapnak, ezekkel növelhetik a karaktergeneráláskor kiválasztott tulajdonságaikat. Ezeket a tulajdonságokat lehet befolyásolni ideiglenesen vagy véglegesen más módokon is, például ha a hősök isznak egy szökőkútból vagy egy varázsfőzetet megisznak. Képzettséget a játék során is el lehet sajátítani, a karakterosztályokra vonatkozó megkötésekkel. Minden képzettségnek van egy "expert" és egy "master" szintje, ezek eléréséhez meg kell találni a megfelelő tanítót, pénzt fizetni a fejlesztésért, és megfelelő mennyiségű képzettségpontot kell elhelyezni a fejlesztendő tulajdonságra. A karakterosztályok is fejlődhetnek előléptetéssel, a megfelelő küldetés teljesítésével, így lehet pl. paladinból keresztes lovag. Két előléptetéses küldetést lehet teljesíteni, és a többi karakterünk megkapja a tiszteletbeli jelzőt, noha ez az ő vonatkozásukban nem jár semmilyen előnnyel. Ez azt is jelenti, hogy ha nincs is a csapatunkban olyan karakter, akinek van megfelelő előléptethető karakterosztálya, akkor is megcsinálhatjuk a rá vonatkozó küldetést.
A karakterünk képzettségeket vásárolhat és fejleszthet is, de ahhoz, hogy ez megtörténjen, először is csatlakoznunk kell a megfelelő céhekhez. A javítás és a kereskedés elérhető valamennyi karakter számára, de például a fegyverek, a páncélok, és a varázslatok terén erre már nem mindenki képes (pl. mágusok nem használhatnak kardot vagy lemezpáncélt). Az elsajátított képzettségeket valamennyi karakter a maximumra fejlesztheti, így egy íjász is tud például olyan jól kardozni, mint egy lovag. Valamennyi képzettségnek van egy szintje és elsajátítottsága. A maximális szint minden esetben 60 lehet, amit a szintlépésekkor kapott pontokkal lehet fejleszteni – de minden szintlépéshez pontosan annyi pontot kell ráfordítanunk, ahányadik szintre akarjuk emelni. A későbbi epizódokhoz képest a játék képzettségekkel kapcsolatos része meglehetősen szabados, ebben még nincsenek akkora korlátozások.
Varázslatokból kilenc típus van: elementáris mágiák (föld, tűz, víz, levegő), lélek, test, elme, valamint a fény és a sötétség mágiája, melyet csak később tanulhat meg a karakter.

## Történet
|  | Alább a cselekmény részletei következnek! |

Miután az ötödik rész végén egyszer és mindenkorra leszámoltak az Őrzők a renegát Sheltemmel, az 1500 éve húzódó háború az Ősök és az ördögszerű Kreeganek között elfajul. Csatáik kiterjednek egyre több és több bolygóra. Ezek egyike az Enroth névre hallgató bolygó, és még pontosabban az azon található, ugyanezen névre hallgató kontinens. Hét évvel a Heroes of Might and Magic II eseményei után egy éjjel (a Hullócsillagok Éjszakáján) meteoritszerű űrhajók csapódnak Enrothba, azokból pedig Kreeganek árasztják el a földet. Enroth királya, Roland Ironfist északra megy, hogy feltartóztassa őket, de ott az áruló Sulman mágus hatására csapdába csalják, az enrothi hadsereg pedig megtizedelődik. Őt, udvari mágusát, Tanirt, és Sir Ragnart fogságba ejtik. A kreeganek vezetője, Xenofex, létrehozza a Baa Temploma nevű szektát, hogy az Ironfist dinasztia uralmát megdöntse. Mivel a király távollétében a trónon a kiskorú Nicolai ül, a régens Wilbur Humphrey-val, az emberek attól félnek, a dinasztia elvesztette "égi felhatalmazását". Ekkor jelenik meg négy kalandozó Sweet Water porig rombolt városában, akiket a kreeganek csapdába ejtenek.
Szerencséjükre Falagar, a varázsló idejében biztonságba teleportálja őket, hogy felkészülhessenek a nagy csatára az ördögi teremtmények ellen. New Sorpigal városából indulnak a kalandok, ahonnét Ironfist várába mennek, hogy segítsenek Wilbur Humphrey-nak megkeresni Roland királyt. Ám ehhez szükség van az Orákulum tudására is. Őt azonban csak az enrothi tanács engedélyével lehet felkeresni. A hősök kénytelenek hát küldetéseket vállalni a tanácstagokat delegáló urak számára, s így megadják a szükséges hozzájárulást. Egyikük, Slicker Silvertongue azonban még ennek ellenére sem egyezik bele, később kiderül róla, hogy a Baa Templom főpapja, s eltűnik. Szerencsére az orákulumhoz most már szabad a bejárás. Róla kiderül, hogy egy, az ősök által épített értelmes számítógép, mely a Melian névre hallgat. Az örökösödési háborúban azonban Archibald Ironfist tönkretette a gépet, kivette memóriakristályait és különféle labirintusokban őrizteti. A kővé vált trónkövetelő által eldugott négy kristályt visszaszerzik a kalandorok, s végeznek Slicker Silvertongue-val is. Útközben megtalálják Roland naplóját is, amiből kiderül, hogy Sir Ragnar időközben meghalt, Rolandot és Tanirt pedig máshová vitték el magukkal. Az Orákulum ezután már működőképes, s arra kéri a hősöket, hogy tanulják meg az Ősök lézerfegyvereinek használatát, melyre a VARN sírjának nevezett piramisban lesz lehetőségük. Ezen felül kénytelenek még a kővé változtatott Archibaldot magához téríteni, ő tudja ugyanis egyedül a varázslatot, melynek köszönhetően Enroth nem semmisül meg a végső leszámoláskor. Archibald hálás nekünk, de azon nyomban el is tűnik, mint aki valami sötét dologra készül újfent.
A nagy csatára a Sweet Water melletti Hive-ban kerül sor, amely a kreeganek legnagyobb űrhajója. Királynőjük pusztulása után a bolygó megmenekült a fenyegetéstől, a hősök megkapják jól megérdemelt jutalmukat. Archibald pedig gúnyosan köszöni meg, hogy megmentették a királyságát – előrevetítve a Might and Magic VII eseményeit.
|  | Itt a vége a cselekmény részletezésének! |

## Fejlesztés
A játék készítése 1996-ban kezdődött, miután a negyedik és ötödik epizód, valamint a Heroes-sorozat első két része nagy sikert aratott a rajongók körében. Tették ezt annak ellenére, hogy már az öt évvel korábbi epizódban is utaltak rá, hogy nem lesz több folytatás. Először a Heroes of Might and Magic II rejtett videójában láthattunk képeket a készülő játékból. Az eredeti terv az volt, hogy Geary Gravel fantasy-író készíti el a játék cselekményét, méghozzá akként, hogy egy egész regénytrilógiát ír meg, és annak utolsó kötete képezi a cselekményt – melyet a tervek szerint a játékhoz is mellékeltek volna. Két kötet, a "Might and Magic: The Dreamwright" és a "Might and Magic: The Shadowsmith" meg is jelent, viszont a Might and Magic VI történetét a fejlesztők végül egész más irányba kezdték elvinni (egész pontosan a Heroes of Might and Magic világa felé), mint amerre Gravel írta. A "The Worldcrafter" címre hallgató harmadik könyvet így teljes egészében elvetették, helyette arra kérték fel Gravelt, hogy írjon új regényt az immár ismert új sztori alapján, amit ő elutasított.
A történet átkötése lehetőséget biztosított a Heroes-sorozattal való közös univerzum építésére, abban a formában is, hogy a játékok egymás történetét folytatják. A régi játékokkal való kapcsolódást jelképezik többek között az Ősök, New Sorpigal városának és a VARN piramisnak a neve stb. A későbbi részekben még több visszautalás történik a korábbi Might and Magic-epizódokra. A Might and Magic VI cselekménye egy időben játszódik a Heroes of Might and Magic III történetével.
A játékot Jon Van Canenghem az 1998-as E3-on mutatta be azzal, hogy ez az addig általa készített legjobb játék. Elárulta, hogy felkértek egy építészt a városok épületeinek és a labirintusoknak a valósághűsége érdekében, két grafikus motor, a Horizon és a Labyrinth segítségével tervezték meg azokat. A játékban a környezetben látható nagyméretű tárgyak (épületek, labirintusok, táj) háromdimenziósak, a kisebbek (emberek, fák, ellenfelek) kétdimenziós sprite-ok, amelyek előre-renderelt háromdimenziós figurákból lettek átkonvertálva. Ez volt a sorozat első játéka, amelyben valódi előre renderelt átvezető videók szerepeltek.
Néhány elemet elvetettek a fejlesztés közben, ilyen volt a rivális kalandozó csapatok jelenléte vagy a komplex küldetési rendszer egymással hadakozó frakciókhoz kapcsolódóan.

## Fogadtatás
A játék megjelenésekor kritikai és közönségsiker lett. A GameSpot 91 százalékot adott rá, dicsérve a szép háromdimenziós grafikát. Az IGN 90 százalékot adott rá, akárcsak az RPGFan. A PC Gamer megjelenésének évében minden idők 32. legjobb játékává választotta.
Számos díjra is jelölték kategóriájában, amelyeket végül azért nem nyert meg, mert az ugyanabban az évben megjelent Baldur's Gate kapta meg azokat.

## Fordítás
Ez a szócikk részben vagy egészben  a   Might and Magic VI: The Mandate of Heaven című angol Wikipédia-szócikk ezen változatának fordításán alapul.  Az eredeti cikk szerkesztőit annak laptörténete sorolja fel. Ez a jelzés csupán a megfogalmazás eredetét és a szerzői jogokat jelzi, nem szolgál a cikkben szereplő információk forrásmegjelöléseként.